# Ernst von Meding (Theaterintendant)
Ernst Karl Georg von Meding (* 30. März 1806 in Hannover; † 1875) war ein hannoverscher Hofbeamter und Theaterintendant.

## Leben
Ernst v. Meding entstammte dem lüneburgischen Adelsgeschlecht Meding und wurde am 30. März 1806 in Hannover als Sohn des königlich hannoverschen Staats- und Kabinettsministers Franz von Meding, Geheimrat zu Hannover, und dessen 2. Ehefrau Karoline Friederike Luise v. Meding geb. Freiin v. Knigge geboren.
Meding begann sein Studium der Rechtswissenschaften 1823 in Göttingen, wechselte an die Universität Heidelberg, studierte aber ab 1826 wieder in Göttingen, wo er sein Studium abschloss. Während seines Studiums in Göttingen wurde er Mitglied im Corps Hannovera.
1828 war er zunächst als Auditor in Wennigsen tätig und fand dann 1831 Anstellung als Kammerjunker. Anschließend war er Assessor in Herzberg und ab 1833 im Kriegsministerium des Königreichs Hannover in Hannover. Ab August 1839 war er Kammerherr und Obersthofmeister am Hofe der Königin von Hannover zu Hannover. Dieses Amt übte er insgesamt 25 Jahre lang bis 1865 aus, ab 1843 unter der letzten Königin von Hannover Marie von Hannover.
Von 1837 bis 1839 wirkte Meding außerdem als zweiter Intendant des Hoftheaters in Hannover neben Graf Julius von Platen-Hallermund an der Leitung des Theaters mit. 1842 wurde Meding nach einer halbjährigen Vakanz der Stelle Theaterintendant des Hoftheaters des Königreichs Hannover als Nachfolger von Kammerherr Theodor von dem Bussche. Sein Nachfolger wurde 1845 erneut v. d. Bussche.
Für seine Verdienste wurde ihm der Guelphenorden in der Ordensklasse Commandeur und der preußische rote Adlerorden  verliehen. Meding war unverheiratet und starb 1875.